# Vitex betsiliensis
Vitex betsiliensis là một loài thực vật có hoa trong họ Hoa môi. Loài này được Humbert miêu tả khoa học đầu tiên năm 1939.